# Pacto de Espino Negro
Pacto de Espino Negro, de 1927, foi um acordo desenvolvido pelos Estados Unidos para solucionar a guerra civil na Nicarágua de 1926-1927.

## Antecedentes
Em 1924, o conservador moderado Carlos Solórzano foi eleito presidente da Nicarágua e Juan Bautista Sacasa, que havia servido como vice-presidente no governo do presidente deposto José Santos Zelaya, foi seu vice-presidente. Acreditando que o governo da Nicarágua era estável, os Estados Unidos concordaram em pôr fim aos 13 anos presença dos marines no país e retiraram-se da Nicarágua em agosto de 1925. No entanto, o presidente Solórzano, que já havia expurgado os liberais de seu governo de coalizão, foi posteriormente forçado a sair do poder em novembro de 1925 por um grupo conservador que proclamou o General Emiliano Chamorro (que também atuou como presidente entre 1917-1921), como presidente em janeiro de 1926. Na sequência do golpe de Chamorro, Sacasa fugiu para o México. Temendo que uma nova guerra liberal-conservadora aconteceria, os Estados Unidos se recusaram a aceitar Chamorro como presidente e enviaram os marines de volta para a Nicarágua em maio de 1926 para proteger os cidadãos e os bens dos Estados Unidos no país. Em outubro de 1926, após um acordo de paz mediado, Chamorro renunciou ao cargo de presidente e o ex-presidente nicaraguense Adolfo Díaz foi eleito presidente pelo Congresso da Nicarágua.
No entanto, o país foi novamente confrontado com a violência quando Sacasa retornou à Nicarágua e reivindicou seus direitos à Presidência. Em abril de 1927, os Estados Unidos enviaram Henry L. Stimson à Nicarágua para ajudar a resolver o conflito. Em 20 de maio de 1927, o general José María Moncada, o líder dos rebeldes liberais, e o presidente Diaz concordaram com uma trégua.

## Pacto
Como parte do acordo, o presidente Díaz terminaria o seu mandato e as forças dos Estados Unidos permaneceriam na Nicarágua para manter a ordem e supervisionar as eleições de 1928. Os Estados Unidos também trabalhariam com o governo da Nicarágua para organizar uma força policial não partidária. Tanto os rebeldes como o governo também concordaram em desarmar suas forças enquanto os Estados Unidos organizavam esta força policial - que ficaria conhecida como Guarda Nacional da Nicarágua.

## Consequências
Embora a maioria das forças governamentais e rebeldes concordassem em aceitar o pacto, Sacasa se recusou a assinar o acordo e deixou o país. Um grupo rebelde liberal sob a liderança de Augusto César Sandino, também se recusou a assinar o Pacto de Espino Negro. Sandino iria posteriormente declarar uma guerra de guerrilha não declarada contra os marines dos Estados Unidos e a Guarda Nacional da Nicarágua. Em janeiro de 1933, os Estados Unidos - então sob a névoa da Grande Depressão e ansiosos para acabar com o envolvimento nos assuntos militares da Nicarágua após considerar as baixas infligidas pelo exército de Sandino - concordou em se retirar da Nicarágua. No ano seguinte, no entanto, a Guarda Nacional da Nicarágua capturou e executou Sandino e destruiu todo o seu exército. O líder da Guarda Nacional da Nicarágua, Anastasio Somoza, também usaria esta força policial para vencer a eleição presidencial nicaraguense de 1936 e estabelecer uma ditadura.